# Viens je t'emmène
Pour plus de détails, voir Fiche technique et Distribution.
Viens je t'emmène est un film français réalisé par Alain Guiraudie et sorti en 2022.

## Synopsis
À Clermont-Ferrand, juste avant les fêtes de Noël, Médéric, la trentaine, aborde Isadora (Noémie Lvovsky), prostituée plus âgée que lui et lui dit qu'il est amoureux d'elle. Isadora le traite comme un simple client, lui dit qu'elle est mariée, mais il insiste pour avoir une relation sans payer et dit qu'il lui fera des choses auxquelles elle n'est pas habituée. Elle est perplexe, mais prend quand même le papier qu'il lui tend sur lequel il a inscrit son numéro de téléphone quand elle monte dans une voiture qu'elle attendait. Alors que ce dernier est en pleine copulation dans une chambre d'hôtel avec Isadora,  le mari fait une  irruption inattendue dans la chambre.
Un attentat terroriste se produit au même moment et la ville est plongée dans la peur. En rentrant chez lui, Médéric croise un jeune individu ressemblant à un portait robot d'un des terroristes. Il le nourrit, le prendre en charge. Tour ce petit monde se croise, s'entrecroise, comme les voisins de Médéric.

## Fiche technique
Sauf indication contraire, les informations mentionnées dans cette section peuvent être confirmées par la base de données cinématographiques IMDb,  présente dans la section « Liens externes ».
- Titre français : Viens je t'emmène
- Réalisation : Alain Guiraudie
- Scénario : Alain Guiraudie et Laurent Lunetta
- Musique : Xavier Boussiron
- Décors : Emmanuelle Duplay
- Costumes : Khadija Zeggaï
- Photographie : Hélène Louvart
- Son : Philippe Grivel
- Montage : Jean-Christophe Hym
- Société de production : CG Cinéma, Arte France Cinéma
- Société de distribution : Les Films du losange (France)
- Pays de production :  France
- Langue originale : français
- Format : couleur — 1,85:1 — son 5.1
- Genre : comédie
- Durée : 100 minutes
- Dates de sortie :
  - Allemagne : 10 février 2022 (Berlinale)[2]
  - France : 2 mars 2022

## Distribution
- Jean-Charles Clichet : Médéric
- Noémie Lvovsky : Isadora, prostituée
- Doria Tillier : Florence, collègue amoureuse de Médéric
- Renaud Rutten : Gérard, mari d'Isadora
- Farida Rahouadj : Madame El Alaoui, voisine de Médéric
- Patrick Ligardes : Monsieur Petit
- Iliès Kadri : Selim, sans domicile fixe
- Michel Masiero : Monsieur Coq, voisin de Médéric
- Philippe Fretun : Monsieur El Alaoui, voisin de Médéric
- Miveck Packa : Charlène, employée mineure réceptionniste de l'hôtel
- Yves-Robert Viala : Monsieur Renard, réceptionniste de l'hôtel

## Production

### Tournage
Le tournage a lieu à Clermont-Ferrand et Paris, au printemps 2020, et a été interrompu par le premier confinement.

## Accueil

### Accueil critique
En France, le site Allociné recense une moyenne des critiques presse de 3,4/5.
Sur Slate.fr, Jean-Michel Frodon écrit : « Circulant en funambule entre drame et vaudeville, le nouveau long-métrage d'Alain Guiraudie invente une sarabande contemporaine où les angoisses, les désirs et les émotions multiplient les courts-circuits, à la fois ludiques et lucides. »

### Box-office
Pour son premier jour d'exploitation en France, le film se positionne en 4e place du box-office des nouveautés avec 4 917 entrées, dont 887 en avant-première, pour 152 copies, devant Robuste (3 393) et derrière Rien à foutre (10 281), Belfast (11 967) et The Batman (257 546).

## Sélection
- Berlinale 2022 (section « Panorama »)[2],[8]